# Ricania congoensis
Ricania congoensis är en insektsart som beskrevs av Schmidt 1924. Ricania congoensis ingår i släktet Ricania och familjen Ricaniidae. Inga underarter finns listade i Catalogue of Life.